# Корреспондент
«Кореспондент» (рос. «Корреспондент») — тижневий суспільно-політичний журнал в Україні. Видається російською мовою. Виходить з 18 березня 2002 року. Наклад — 39 200 примірників. Кореспондент є членом Української асоціації видавців періодичної преси (УАВПП). Входить в UMH group. Має інформаційно-новинний інтернет-ресурс Кореспондент.net.
Згідно з дослідженнями Інституту масової інформації за лютий 2017 року, лише 28 % матеріалів з сайту видання написані без порушень журналістських стандартів.
Після переходу холдингу під контроль бізнесмена Сергія Курченка у листопаді 2013 року, з видання звільнилися понад 20 топ-менеджерів та журналістів, зокрема головний редактор друкованої версії журналу «Корреспондент» Віталій Сич (очолював видання 10 з половиною років) та головний редактор сайту Юлія Мак-Гаффі. З 18 листопада 2013 року виконувачем обов'язків головного редактора журналу «Корреспондент» був призначений Андрій Овчаренко. У день звільнення Мак-Гаффі ЗМІ повідомили про появу в «Кореспонденті» відділу, що займався цензурою.

## Кореспондент.net
«Кореспондент.net» (рос. Корреспондент.net) — інформаційно-новинний інтернет-ресурс, сестринський проєкт журналу «Кореспондент». Офіційно запущений 1 вересня 2000 року, на 1,5 року раніше від журналу «Кореспондент». Має дві мовні версії: російську та українську. Є частиною медіа-холдингу «KP Media». До листопада 2013 року головним редактором була Юлія Мак-Ґаффі, котра пропрацювала там понад 13 років. Звільнилася після того, як медіахолдинг UMH group купила група компаній ВЕТЕК. Сайт «Кореспондент.net» не є електронною версією журналу «Кореспондент», хоча як партнер отримує право на публікацію окремих його статей. Середня відвідуваність сайту у 2012 році становила 220—250 тис. чол. в день.
З лютого 2022 року доступ до сайту заблоковано у Росії. Станом на вересень 2022 року шеф-редактором сайту є Даніл Кір'яков.

## Продаж журналу в 2013 році
В листопаді власник групи компаній СЄПЕК (ВЕТЭК) Сергій Курченко завершив купівлю 99,9 % акцій UMH Group, якій належить журнал Кореспондент та вебсайт «Кореспондент.net» зокрема. Засновник, і колишній президент UMH group Борис Ложкін оголосив про дострокове закриття угоди 5 листопада 2013 року. Головний редактор Віталій Сич який понад 10 років очолював журнал Кореспондент, пішов у відставку 18 листопада 2013 року.